# Pronovias
Pronovias je španělská módní firma. Pod Pronovias Fashion Group spadají i další značky jako jsou např. San Patrick, La Sposa či W1. Pronovias Group dnes provozuje 163 vlastních obchodů a 4000 prodejních míst v 105 zemích, přičemž rodina, jež stála za zrodem značky, má vedení společnosti stále na starosti.
Kolekce této společnosti, které kromě svatebních šatů zahrnují i doplňky a společenské šaty, obsahují příspěvky od světoznámých návrhářů jako Valentino, Hannibal Laguna, Manuel Mota, Miguel Palacio a Lydia Delgado. V současnosti je skupina Pronovias zapojena hned v několika projektech haute couture včetně podkolekcí, které pro ni navrhli Elie Saab, Emmanuel Húngaro a Badgley Mischka.

## Historie
Historie společnosti Pronovias sahá až do roku 1922, kdy byl otevřen podnik El Suizo (což v překladu znamená švýcarský), specializující se na prodej hedvábí, krajek a výšivek. První kolekce svatebních šatů byla představena v roce 1964, o čtyři roky později byl otevřen první specializovaný svatební salon ve Španělsku.
V průběhu 70. let bylo po celém Španělsku otevřeno 80 svatebních obchodů a během 80. let se značka rozšířila do Francie, Itálie, Velké Británie, Německa a Latinské Ameriky.

## Manuel Mota Cerrillo
Manuel Mota Cerrillo (9. července 1966 – 8. ledna 2013) byl španělský módní návrhář a 23 let působil jako kreativní ředitel společnosti Pronovias.
Mota se narodil v Reusu ve španělské Tarragoně. Vytvořil šaty pro některé ze světových top modelek jako třeba Miranda Kerr z Austrálie, Bar Rafaeli z Izraele nebo Doutzen Kroes z Nizozemska.
8. ledna 2013 byl Mota nalezen mrtvý ve svém domě v Barceloně. Bylo mu 46 let. Mnohé zdroje uvedly jako příčinu smrti sebevraždu, i když ta nebyla španělskými úřady potvrzena.

## 50. výročí
V Barcelona Museum of Contemporary Art probíhala od 5. do 10. května 2014 výstava šatů vyrobených v dílně Pronovias od počátku až po současnost. Vrcholem oslav půl století značky byl týden svatební módy v Barceloně – Barcelona Bridal Week 2015. Zde návrháři značky Pronovias představili svou výroční kolekci. Celá přehlídka trvala přibližně hodinu a půl. Kolekce nese název La Fábrica de los sueños, v překladu „Továrna snů“. Designéři se snažili vnuknout kolekci nostalgický nádech a předvedli střihy, které se u značky objevily v posledních pěti desetiletích. Každý model byl tedy unikát s kouskem historie značky. Celou přehlídku zahájila přední česká topmodelka Karolina Kurková. Přehlídky a oslav se celkem zúčastnilo přes 2000 významných hostů z celého světa.